# Vinateros
Vinateros – stacja metra w Madrycie, na linii 9. Znajduje się w dzielnicy Moratalaz, w Madrycie i zlokalizowana jest pomiędzy stacjami Estrella i Artilleros. Została otwarta 31 stycznia 1980.